# Melanagromyza mixta
Melanagromyza mixta är en tvåvingeart som beskrevs av Spencer 1962. Melanagromyza mixta ingår i släktet Melanagromyza och familjen minerarflugor. Inga underarter finns listade i Catalogue of Life.